# Сумерки (фильм, 2008)
«Су́мерки» (англ. Twilight) — американское романтическое фэнтези режиссёра Кэтрин Хардвик по одноимённому роману Стефани Майер. Мировая премьера фильма состоялась 21 ноября 2008 года. Премьера в России — 20 ноября 2008 года, премьера в США — 17 ноября 2008 года. 
21 ноября 2008 года фильм «Сумерки» вышел в прокат, он собрал более 393 миллионов долларов США по всему миру. На DVD он был выпущен 9 марта 2009 года и стал самым популярным DVD года. Саундтрек был выпущен 4 ноября 2008 года.
Слоган фильма: «When you can live forever what do you live for?» (с англ. — «Если ты можешь жить вечно — ради чего ты живёшь?»; в российском прокате — «Запретный плод сладок»).

## Сюжет
Семнадцатилетняя Белла Свон покидает Финикс, Аризона, и переезжает в Форкс, небольшой городок, расположенный на полуострове Олимпик в штате Вашингтон, чтобы жить со своим отцом Чарли, начальником городской полиции. Ее мать, Рене, снова вышла замуж за Фила, игрока низшей бейсбольной лиги.
Белла заново знакомится с Джейкобом Блэком, подростком из числа коренных американцев, который живет со своим отцом Билли в индейской резервации квилетов недалеко от Форкса. В школе она находит загадочных и отчужденных братьев и сестер Калленов особенно интригующими. Она сидит рядом с Эдвардом Калленом на уроке биологии, но он, кажется, испытывает к ней отвращение.
Когда Беллу чуть не сбивает фургон на школьной парковке, Эдвард мгновенно преодолевает расстояние более тридцати футов, чтобы оказаться между ней и фургоном, и останавливает его лишь одной рукой. Он отказывается объяснять ей свои действия, предостерегая ее от дружбы с ним. Джейкоб рассказывает Белле о давней вражде между Калленами и квилетами; Калленам запрещено находиться в резервации.
Когда Эдвард снова спасает Беллу, на этот раз от банды, после проведенного исследования она приходит к выводу, что он вампир. В конце концов, он подтверждает это, объясняя, что нашел ее запах неотразимым на уроке биологии и что Каллены употребляют только кровь животных.
Пара влюбляется друг в друга, и он знакомит ее со своей семьей вампиров. Карлайл Каллен, отец семейства, работает врачом в больнице Форкса. Эсме - его жена, а Элис, Джаспер, Эмметт и Розали - их неофициально усыновленные дети. Реакция семьи на Беллу неоднозначна, так как некоторые Каллены обеспокоены тем, что семейная тайна может быть раскрыта.
Отношения Эдварда и Беллы оказываются под угрозой, когда появляются три вампира-кочевника — Джеймс, Виктория и Лоран, виновные в серии смертей, которые расследуются как нападения животных. Джеймс, вампир-ищейка, возбужден запахом Беллы и становится одержимым идеей охоты на нее ради спортивного интереса. Каллены защищают Беллу, но Джеймс выслеживает ее в Финиксе, где она прячется вместе с Джаспером и Элис, и заманивает в ловушку в ее старой балетной студии.
Джеймс нападает на Беллу и заражает ее вампирским ядом. Каллены прибывают и убивают Джеймса, обезглавливая и сжигая его, в то время как Эдвард удаляет яд с запястья Беллы, предотвращая ее превращение в вампира.
После этого Эдвард сопровождает раненую Беллу на выпускной вечер, где отказывает ей в просьбе обратить ее в вампира. Они не подозревают, что подруга Джеймса, Виктория, наблюдает за ними, планируя отомстить за смерть своего возлюбленного.

## В ролях
| Роль                  | Актёр (актриса)   |
| клан Калленов         | клан Калленов     |
| --------------------- | ----------------- |
| Эдвард Каллен         | Роберт Паттинсон  |
| Карлайл Каллен        | Питер Фачинелли   |
| Эсми Каллен           | Элизабет Ризер    |
| Элис Каллен           | Эшли Грин         |
| Джаспер Хейл (Каллен) | Джексон Рэтбоун   |
| Розали Хейл (Каллен)  | Никки Рид         |
| Эмметт Каллен         | Келлан Латс       |
| люди                  |                   |
| Белла Свон            | Кристен Стюарт    |
| Чарли Свон            | Билли Берк        |
| Рене Дуаер            | Сара Кларк        |
| Джессика Стэнли       | Анна Кендрик      |
| Анжела Вебер          | Кристиан Серратос |
| Майк Ньютон           | Майкл Уэлш        |
| Эрик Йорки            | Джастин Чон       |
| Джейкоб Блэк          | Тейлор Лотнер     |
| Билли Блэк            | Джил Бирмингем    |
| Мистер Молина         | Хосе Суньига      |
| Администратор школы   | Триш Иган         |
| кочующие вампиры      |                   |
| Джеймс                | Кэм Жиганде       |
| Виктория              | Рашель Лефевр     |
| Лоран                 | Эди Гатеги        |

## История создания
Во время написания романа Стефани Майер в роли Эдварда видела только актёра Генри Кавилла, но к началу создания экранизации он значительно перерос своего персонажа, ему было уже 24 года и он не мог выглядеть как 17-летний подросток, в результате роль досталась Роберту Паттинсону.
Съёмки фильма начались в феврале и продолжались до 2 мая. Основная часть их проходила в штате Орегон в окрестностях Портленда, а также был задействован расположенный от него на расстоянии 45 км город Сент-Хеленс. Школа, в которой по фильму учатся главные герои, — это реально существующая Kalama High School (штат Вашингтон). Дом Каллленов — частный дом, также расположенный в Портленде, в районе Уилламетт Хайтс. Небольшой красный загородный дом Джейкоба находится в Канаде, в провинции Британская Колумбия.

## Сборы
Бюджет фильма составил $ 37 млн. В прокате с 21 ноября 2008 по 2 апреля 2009, наибольшее число показов в 3649 кинотеатрах единовременно. За время проката собрал в мире $ 393 616 788, из них $ 192 769 854 в США и $ 200 846 934 в остальном мире.
В странах СНГ фильм шёл с 23 января по 26 апреля 2009 и собрал $ 3 577 854.

## Саундтрек
Две песни Never Think и Let Me Sign сочинил и исполнил Роберт Паттинсон (Эдвард Каллен). Кроме того, в одной из сцен фильма Паттинсон исполняет за роялем Bella’s Lullaby.
- «Full Moon» (The Black Ghosts) — Белла переезжает в Форкс.
- «Tremble for My Beloved» (Collective Soul) — Эдвард спасает Беллу в первый раз.
- «Eyes on Fire» (Blue Foundation) — играет в тот момент, когда Белла хочет подстеречь Эдвардa на стоянке и потребовать объяснений.
- «I Caught Myself» (Paramore) — звучит в магазине, когда Белла с подругами выбирают платья.
- «Never Think» (Роберт Паттинсон) — Белла и Эдвард разговаривают в ресторане.
- «Spotlight» (Twilight Mix) (Mutemath) — Белла и Эдвард под ручку идут в школу.
- «Clair de Lune» (Клод Дебюсси) — эту музыку Белла включает в комнате Эдвардa.
- «Supermassive Black Hole» (Muse) — вампиры играют в бейсбол.
- «Let Me Sign» (Роберт Паттинсон) — Эдвард высасывает яд из раны Беллы после укуса Джеймса.
- «Flightless Bird, American Mouth» (Iron & Wine) — медленный танец Беллы и Эдвардa на балу.
- «Go All the Way (Into the Twilight)» (Перри Фаррелл) — звучит, когда Белла и Эдвард пришли на бал.

#### Музыка из титров
- «15 Step» (Radiohead) — звучит во время финальных титров.
- «Leave Out All The Rest» (Linkin Park) — третья песня в титрах.
- «Decode» (Paramore) — главный саундтрек, вторая песня в титрах. На эту песню был снят клип, где были использованы кадры из фильма.

## Награды
- MTV Movie Award 2009 в номинациях: «Лучший фильм», «Лучшая женская роль» (Кристен Стюарт), «Лучший прорыв года» (Роберт Паттинсон), «Лучшая драка» (Роберт Паттинсон против Кэм Жиганде (Джеймс)), «Лучший поцелуй» (Роберт Паттинсон и Кристен Стюарт).

## Продолжения
- 2009 — сиквел фильма «Сумерки. Сага. Новолуние», режиссёр Крис Вайц.
- 2010 — триквел «Сумерки. Сага. Затмение», режиссёр Дэвид Слэйд, продюсер фильма — Крис Вайц.
- 2010 — начало съёмок последней изданной книги саги «Сумерки»: «Рассвет». Режиссёр — Билл Кондон, съёмки прошли в Ванкувере. Последняя книга была разбита на 2 фильма: «первый фильм посвящён свадьбе, медовому месяцу и беременности Беллы, а второй — превращению девушки в вампира и развитию взаимоотношений между Джейкобом и маленькой Ренесми».
  - 17 ноября 2011 — Первая часть «Рассвета»
  - 15 ноября 2012 — Вторая часть «Рассвета»

## Пародии
- На сагу «Сумерки» вышло много пародий, в том числе «Вампирский засос», «Вампиранутые» и многие другие[13].